# Argyranthemum
Argyranthemum ist eine Pflanzengattung innerhalb der Familie der Korbblütler (Asteraceae). Die etwa 24 Arten kommen alle nur in Makaronesien vor, sie ist dort die artenreichste Pflanzengattung. Als Zierpflanze am bekanntesten ist die Strauchmargerite (Argyranthemum frutescens).

## Beschreibung

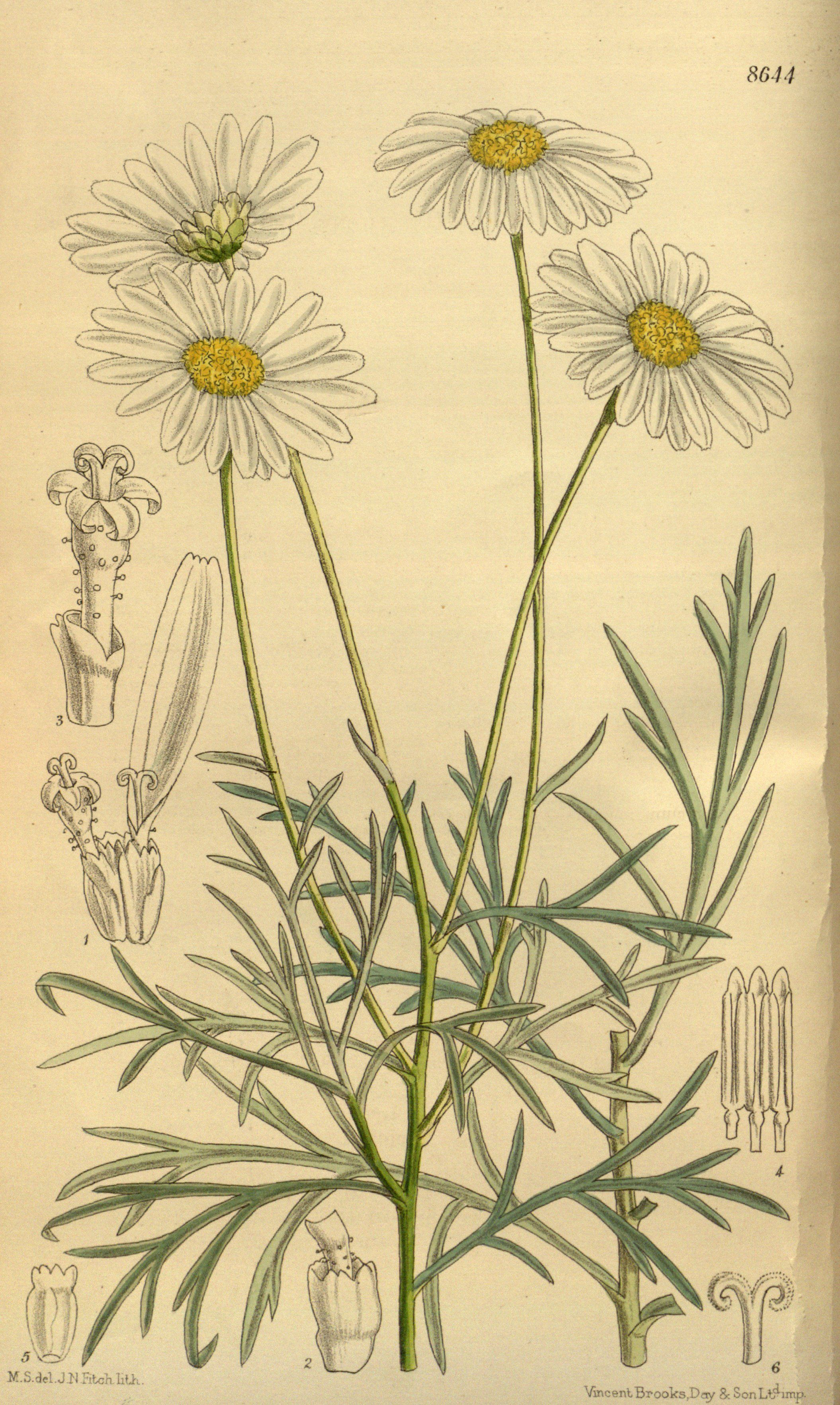
Illustration von Argyranthemum foeniculaceum

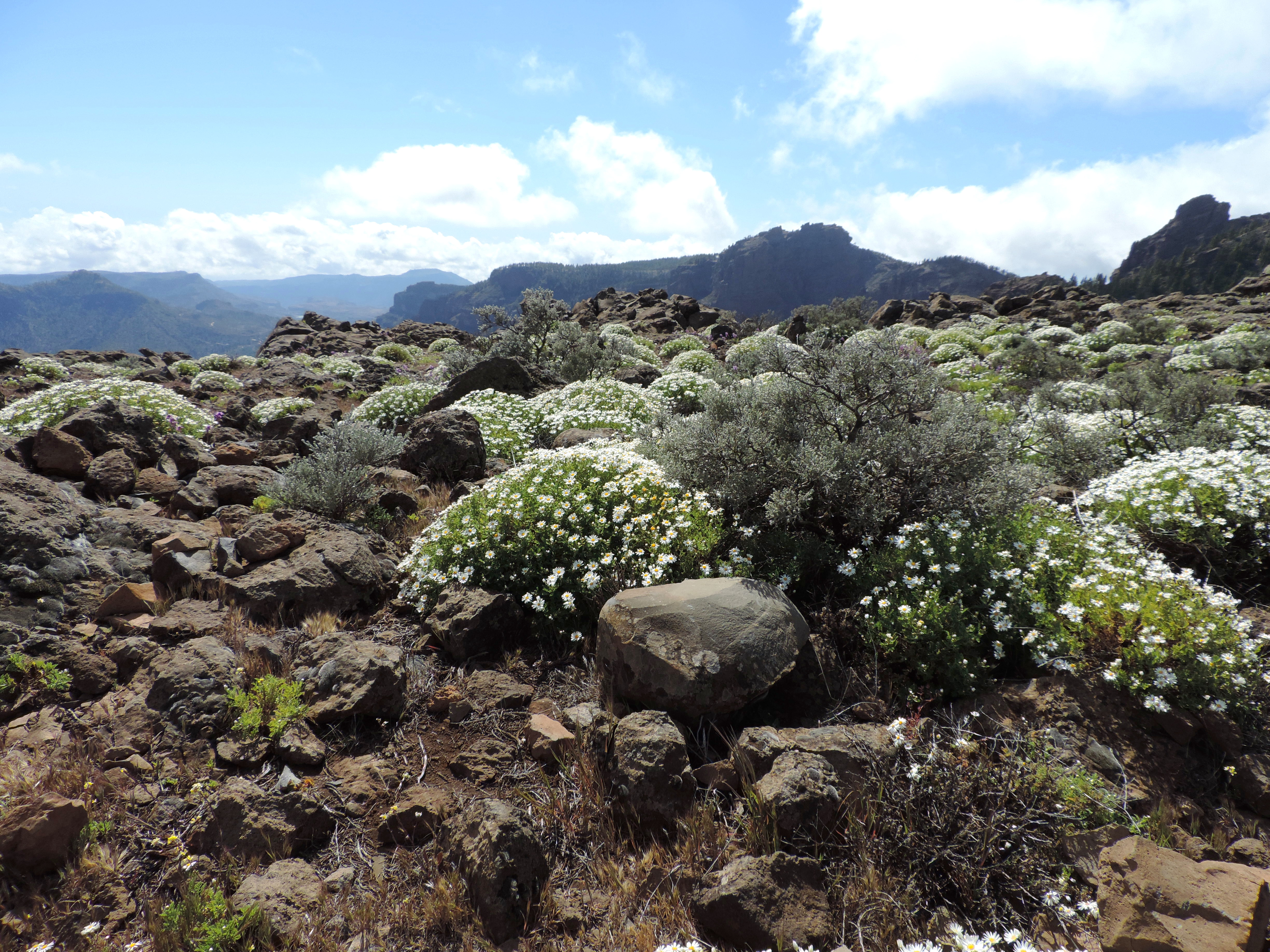
Argyranthemum adauctum

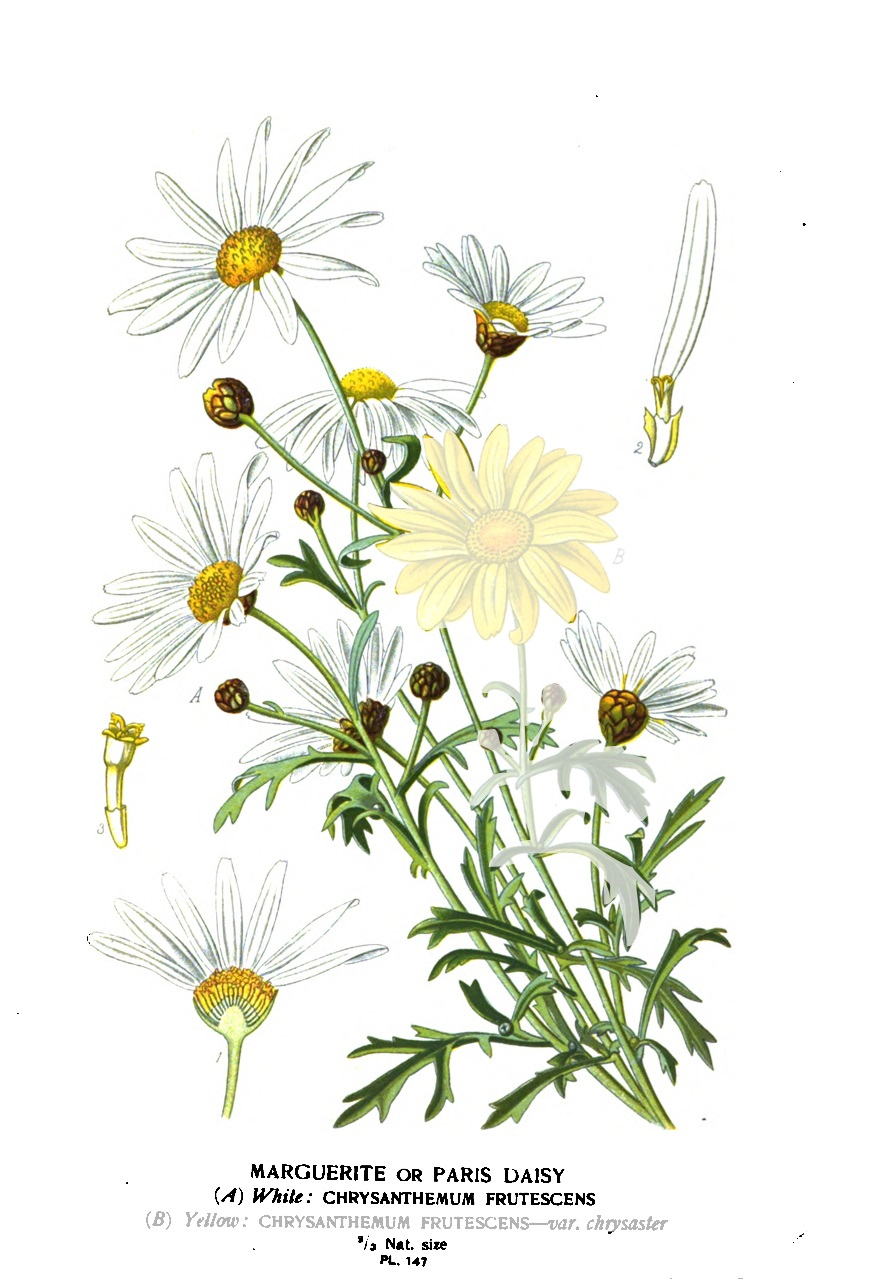
Illustration der Strauchmargerite (Argyranthemum frutescens)

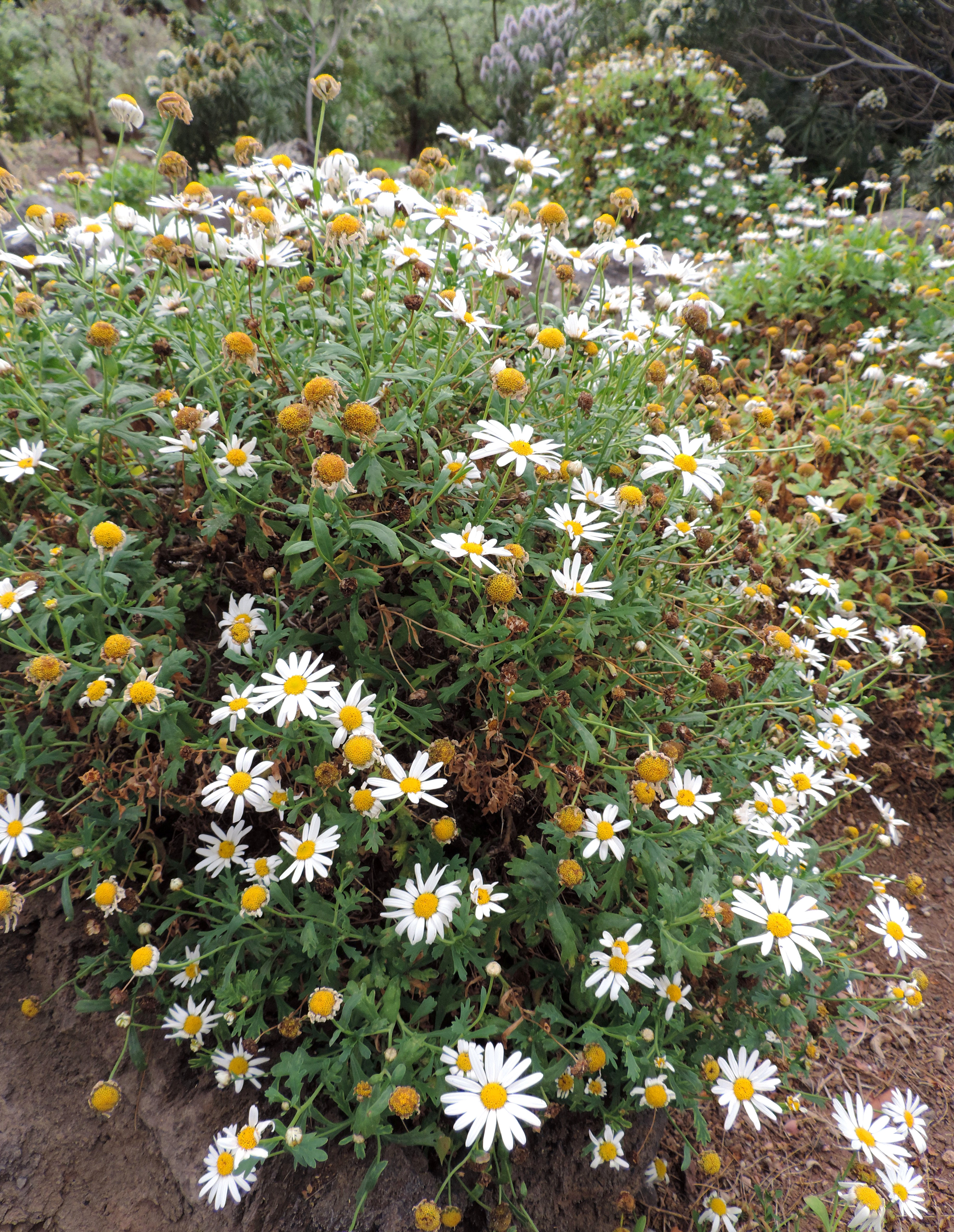
Argyranthemum coronopifolium

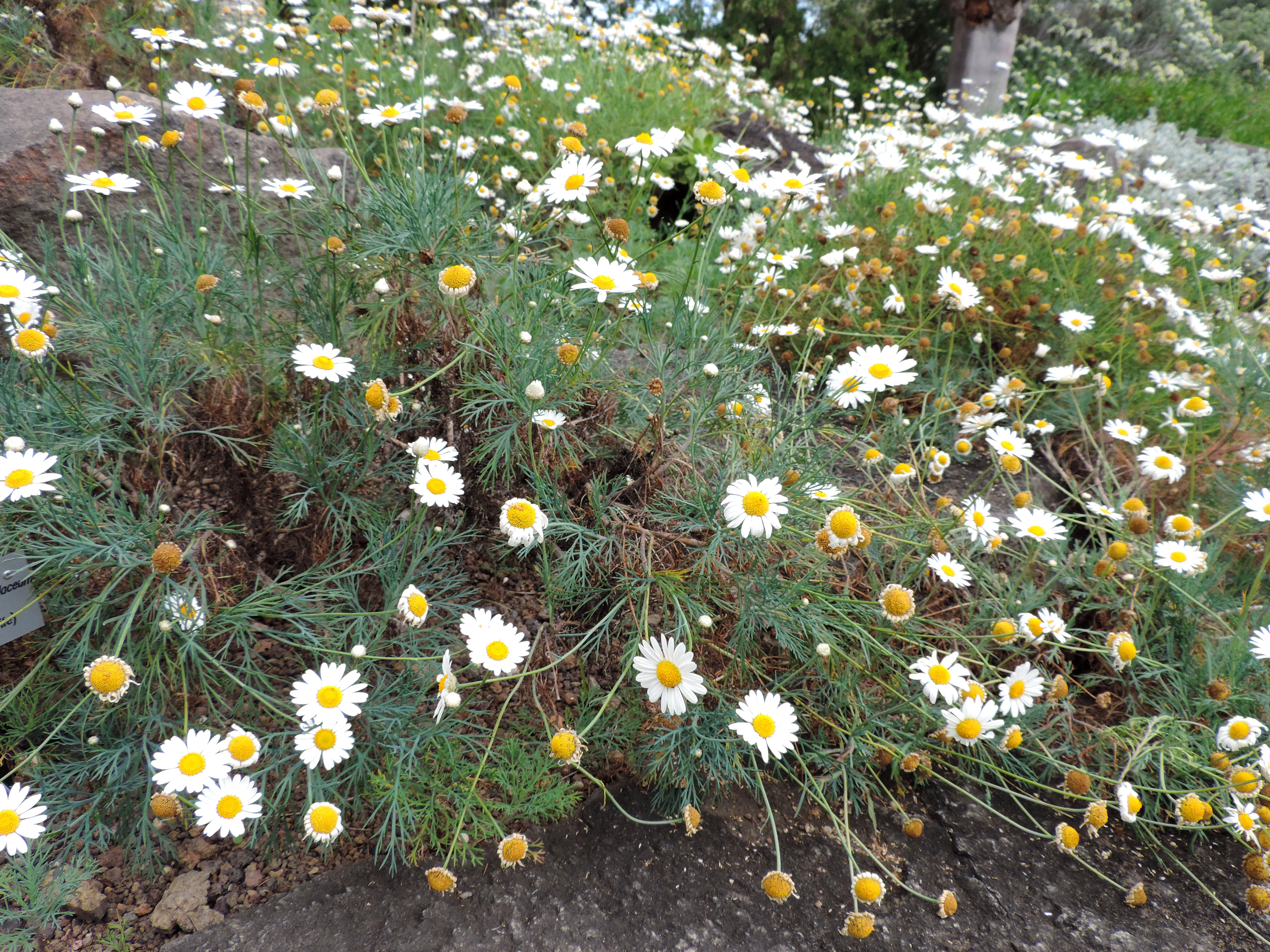
Argyranthemum foeniculaceum

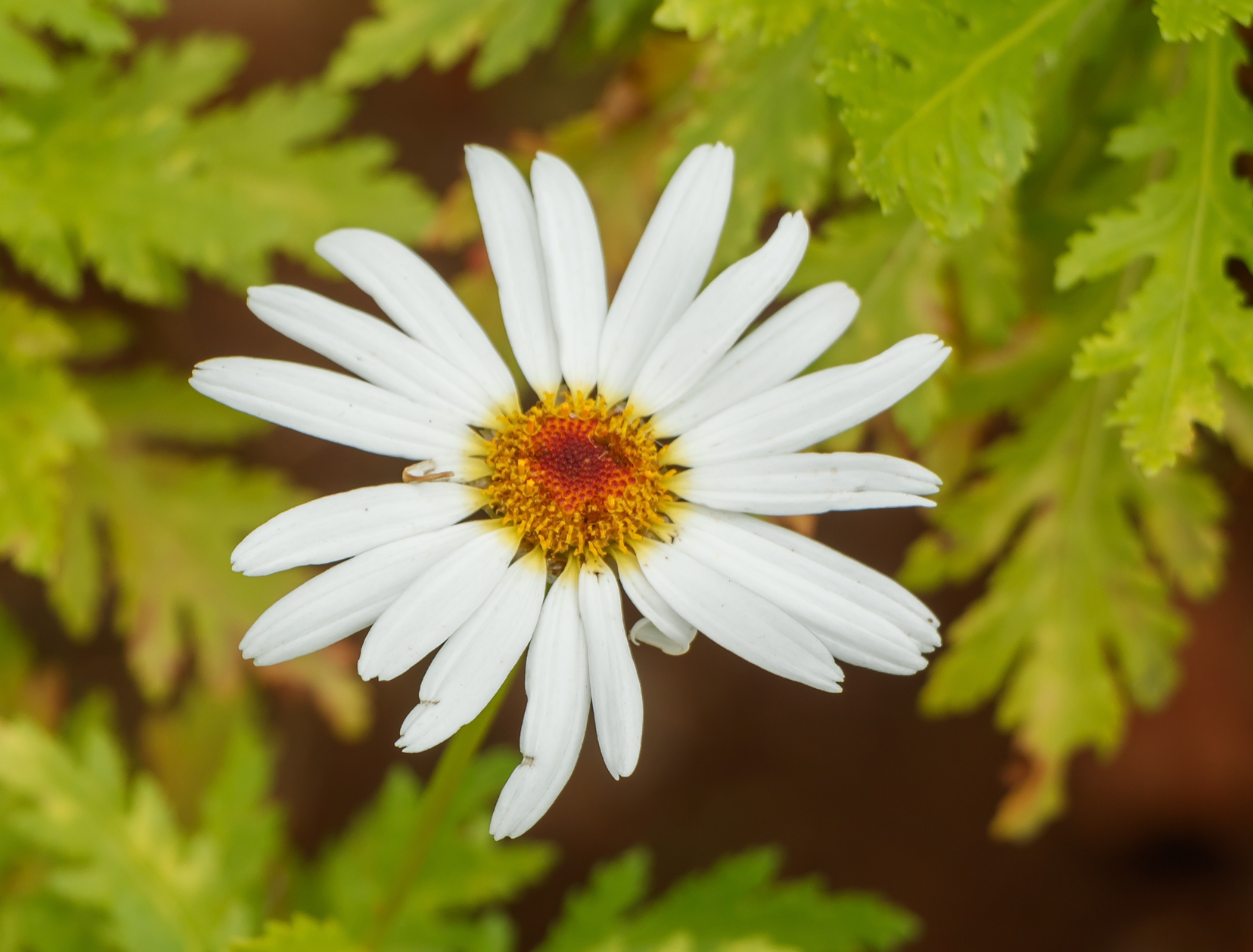
Argyranthemum haematomma

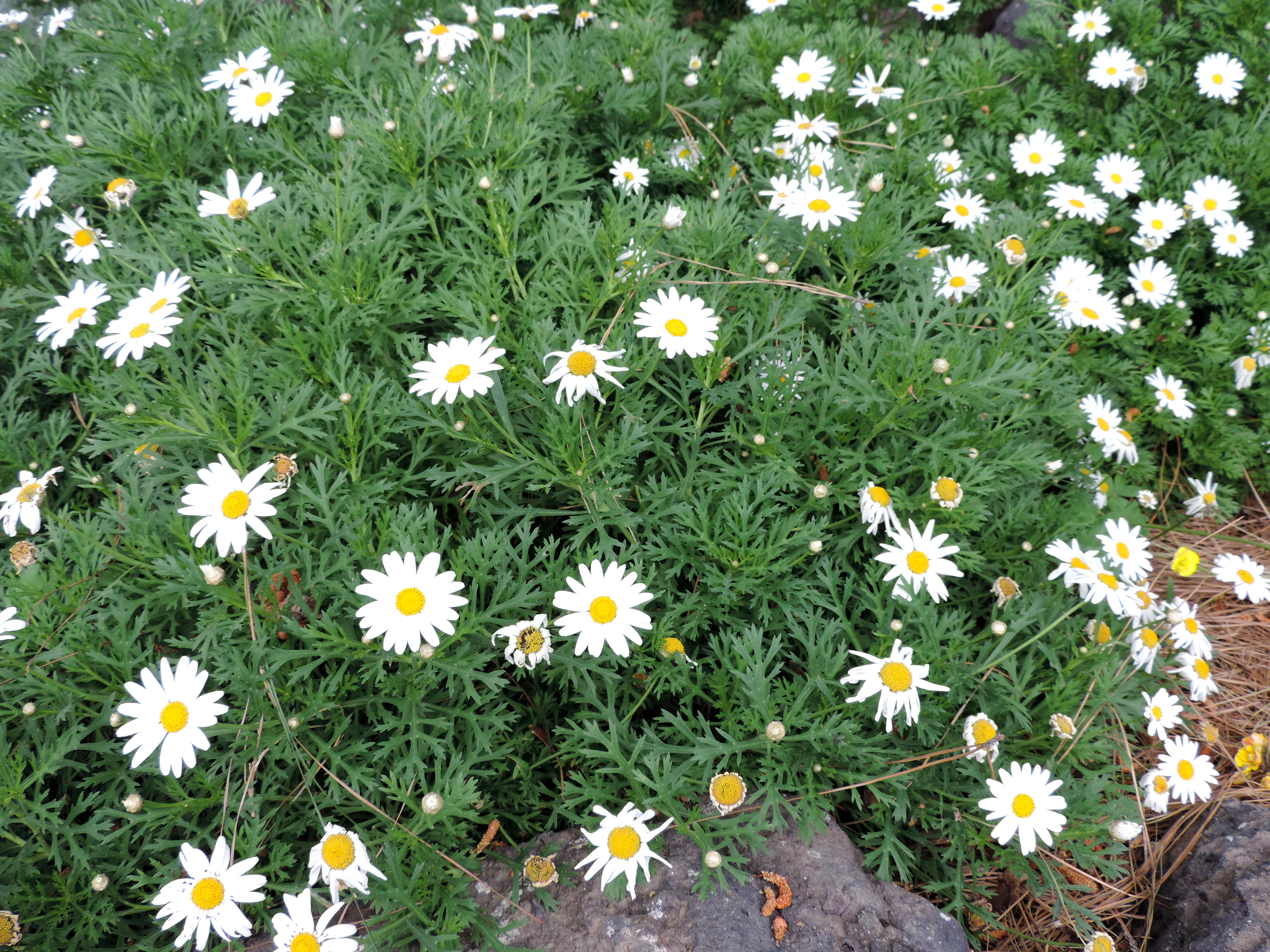
Argyranthemum haouarytheum

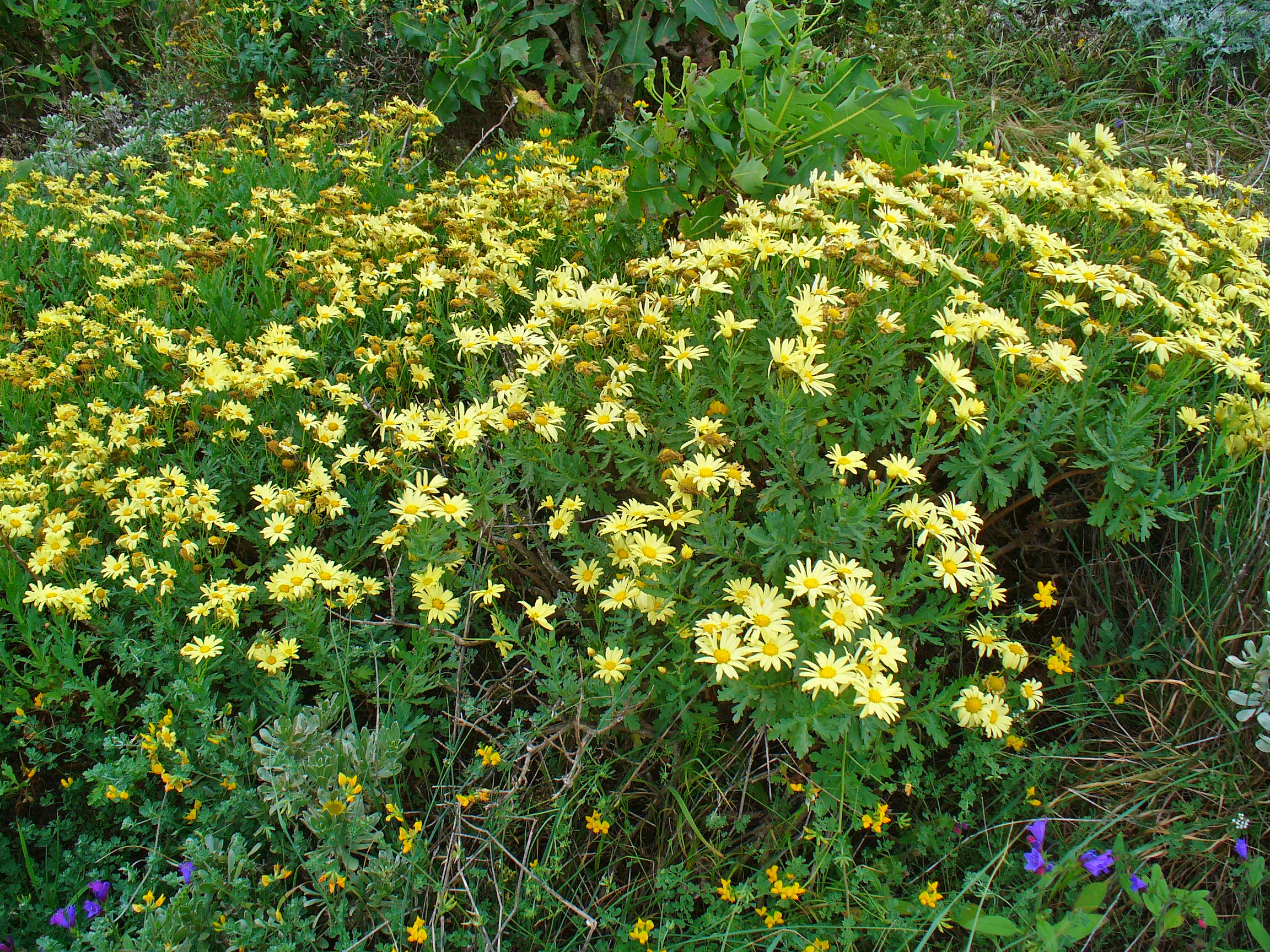
Argyranthemum maderense

Argyranthemum pinnatifidum

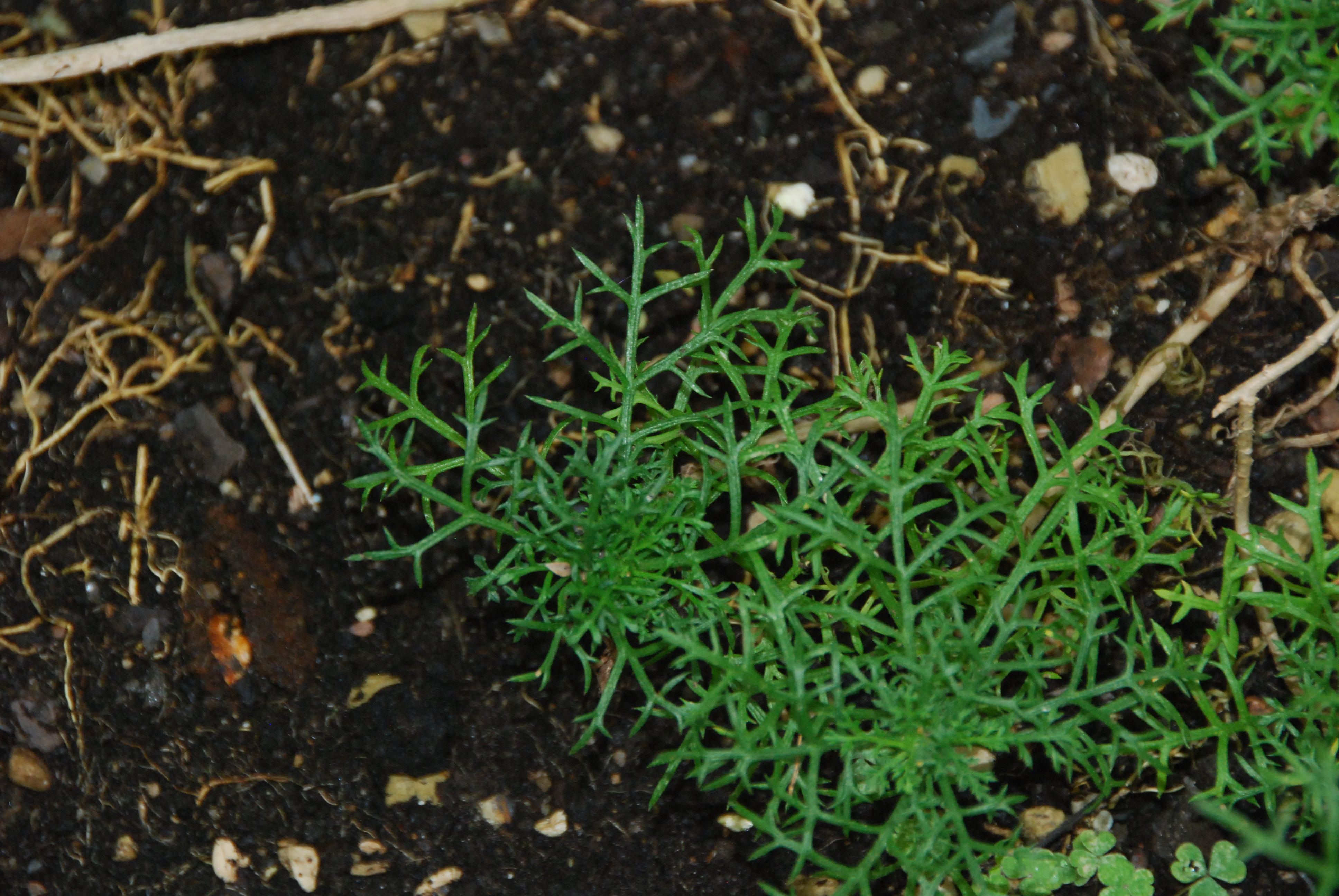
Argyranthemum sundingii

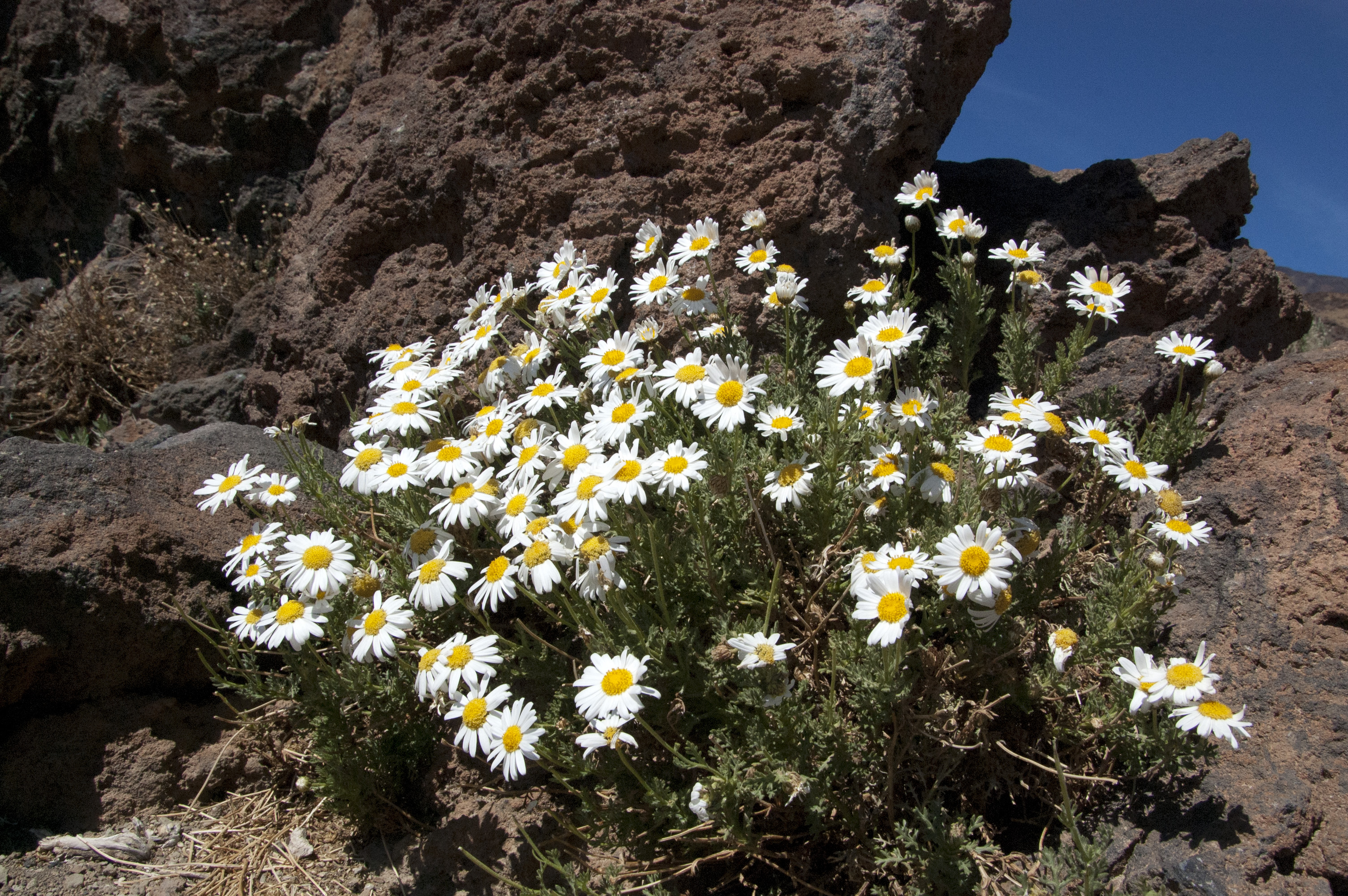
Argyranthemum tenerifae

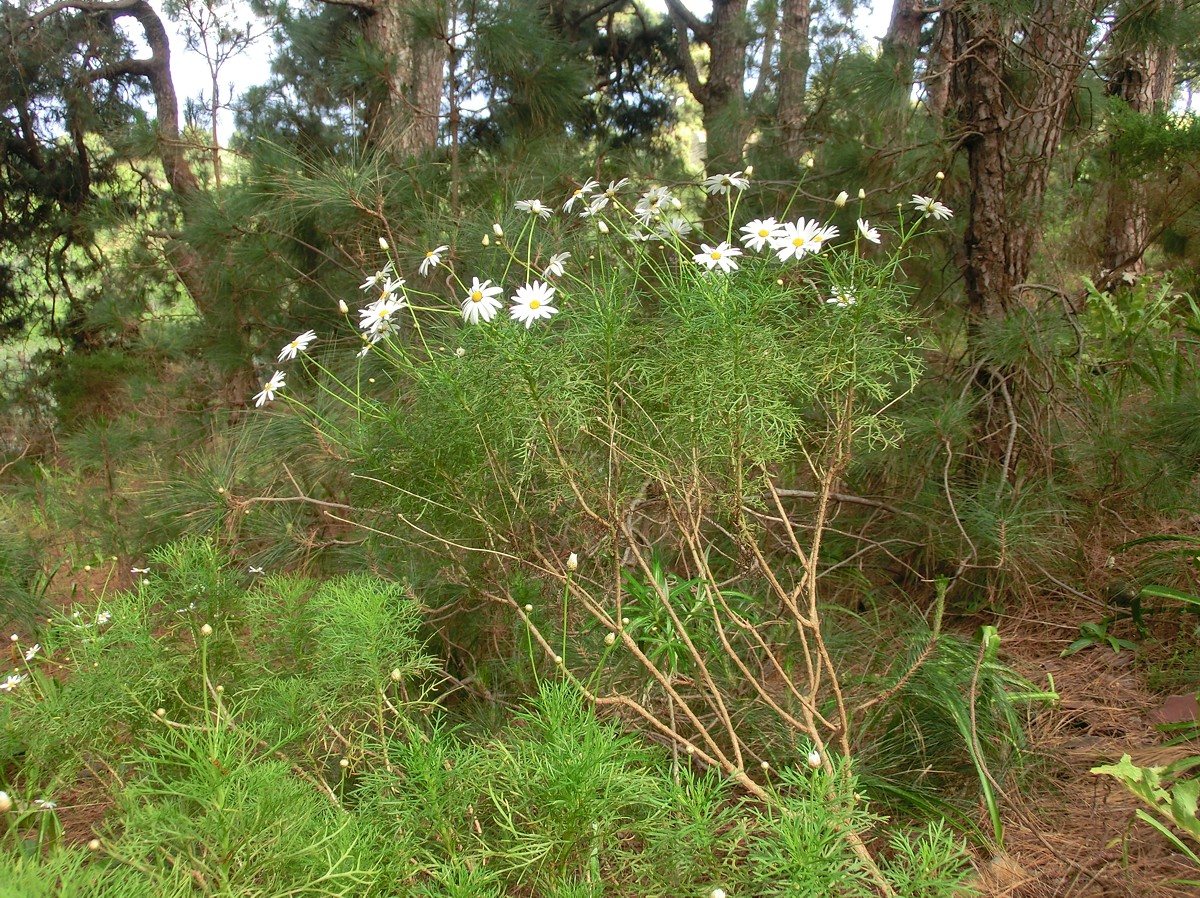
Argyranthemum vincentii

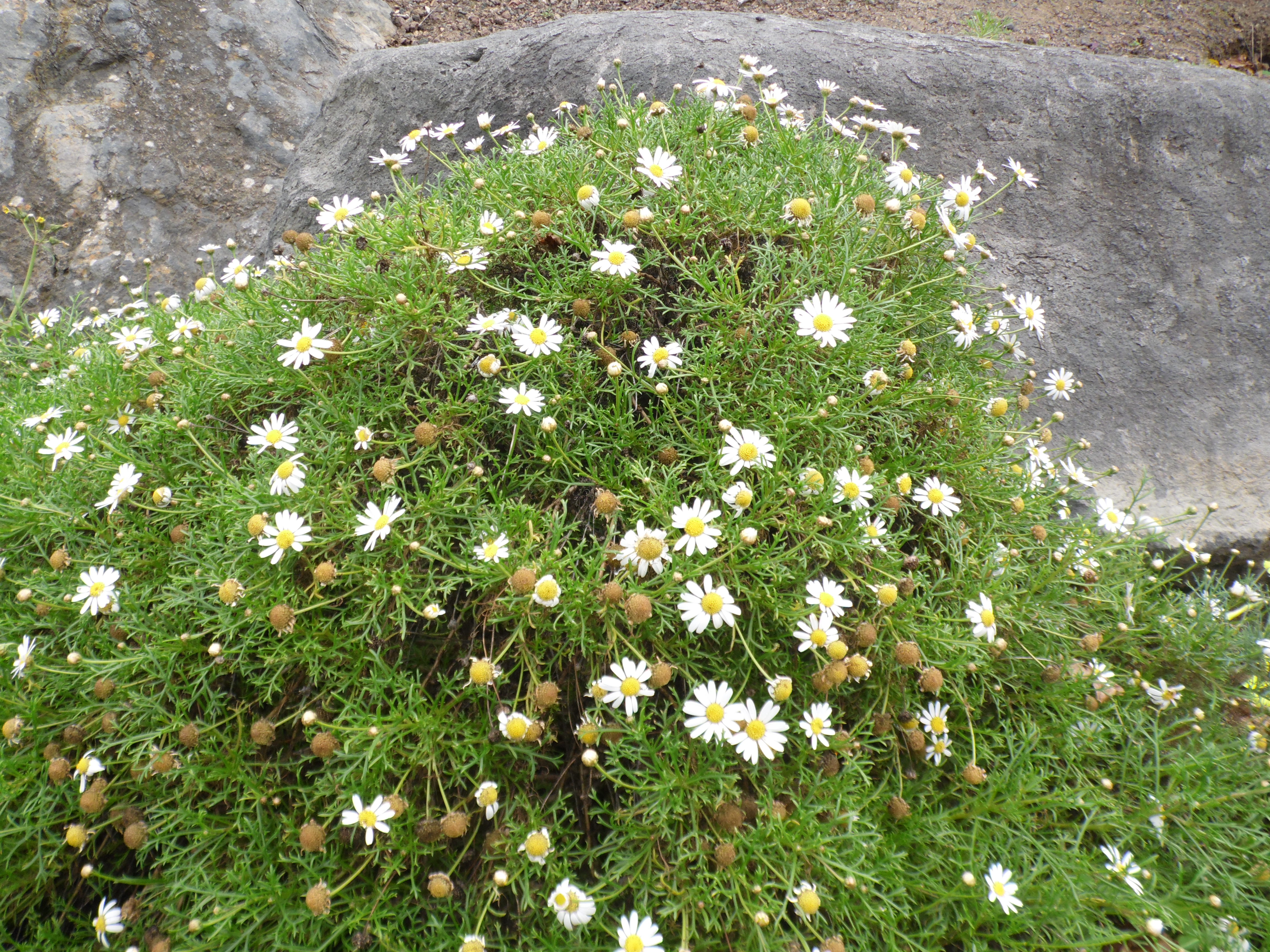
Argyranthemum winteri

### Vegetative Merkmale
Argyranthemum-Arten sind immergrüne Halbsträucher oder Sträucher, die Wuchshöhen von 10 bis 80, selten bis zu 150 Zentimetern erreichen. Meist wird nur ein Ast gebildet, der niederliegend bis aufrecht wächst und meist verzweigt ist.
Die wechselständig angeordneten Laubblätter sind gestielt oder sitzend. Die Blattspreiten sind mehr oder weniger verkehrt-eiförmig, länglich bis lanzettlich oder linealisch; die Basis kann stängelumfassend sein; sie kann ein-, zwei- oder dreifach fiederlappig sein. Die Fiederlappen sind keilförmig bis linealisch und ihre Ränder sind glatt oder gezähnt. Die Blattflächen können kahl oder behaart sein.

### Generative Merkmale
Die körbchenförmigen Blütenstände stehen einzeln, oder sie stehen in offenen, schirmtraubigen Gesamtblütenständen zusammen.
Im bei einem Durchmesser von 10 bis 18 (6 bis über 22) Millimetern mehr oder weniger halbkugelförmigen Involucrum sind die 28 bis über 45 Hüllblätter in drei oder vier Reihen angeordnet. Die haltbaren, freien, ungleichen Hüllblätter sind verkehrt-lanzettlich oder eiförmig bis lanzettlich-dreieckig und besitzen strohfarbene bis braune trockenhäutige Ränder und obere Enden. Der Korbboden ist konvex bis kegelförmig. Spreublätter fehlen.
In den mehr oder weniger scheibenförmigen Blütenkörben sind 12 bis über 35 Zungen- (= Strahlenblüten) und selten 50 bis meist 80 bis über 150 Röhrenblüten (= Scheibenblüten) vorhanden. Die Zungenblüten sind weiblich und fruchtbar (fertil). Bei ihren fünf meist weißen, manchmal gelben oder rosafarbenen Kronblätter sind die Zungen mehr oder weniger eiförmig bis linealisch. Die vielen zwittrigen, fertilen, meist gelben, seltener roten bis purpurfarbenen Röhrenblüten besitzen eine mehr oder weniger zylindrisch, an ihrer Basis nicht verbreiterte, mehr oder weniger drüsig-punktierte Kronröhre, die einem glockenförmigen Schlund mit fünf dreieckigen Kronlappen endet. Es sind zwei Griffeläste vorhanden.
Es gibt unterschiedlich geformte Achänen: Die, die sich aus den Strahlenblüten entwickeln, sind dreikantig und jede der drei Kanten ist meist mehr oder weniger geflügelt. Die, die sich aus den Scheibenblüten entwickeln, sind abgeflacht-prismatisch oder mehr oder weniger quadratisch, manchmal mit zwei geflügelten Kanten. Alle Achänen weisen Rippen oder Nerven auf und ihre Oberflächen sind meist kahl, manchmal drüsig-punktiert zwischen den Rippen. An der Achänenwand befinden sich manchmal Zähne, Kronen oder schiefe Röhren. Ein Pappus fehlt.

### Chromosomensätze
Die Chromosomengrundzahl beträgt x = 9. Bei allen Arten liegt Diploidie mit einer Chromosomenzahl von 2n = 18 vor.

## Standorte
Argyranthemum-Arten gedeihen in allen Hauptvegetationsgebieten Makaronesiens von der Küstenwüste, Hartlaubvegetation, Lorbeerwald, Kiefern-Savanne bis zur Wüste in größeren Höhenlagen. Die meisten Taxa kommen allerdings jeweils in nur einem Habitattyp vor.

## Systematik und Verbreitung
Die Gattung Argyranthemum wurde 1844 durch Philip Barker Webb in Carl Heinrich Schultz: Histoire Naturelle des Îles Canaries, Tome 3, Phytographia Canariensis 2.2, Seiten 245, 258–259 aufgestellt. Typusart ist Argyranthemum jacobaeifolium  Webb ex Sch.Bip., die ein Synonym von Argyranthemum adauctum subsp. jacobaeifolium (Webb) Humphries ist. Der Gattungsname Argyranthemum leitet sich von den altgriechischen Wörtern argyros für „Silber“ und anthemon für „Blume“ ab. Synonyme für Argyranthemum  Webb ex Sch.Bip. sind: Chrysanthemum sect. Argyranthemum (Webb ex Sch.Bip.) Benth., Chrysanthemum subsp. Argyranthemum (Webb ex Sch.Bip.) Harding, Preauxia Sch.Bip. nom. illeg., Monoptera Sch.Bip., Stigmatotheca Sch.Bip.
Die Gattung Argyranthemum gehört zur Subtribus Glebionidinae aus der Tribus Anthemideae in der  Unterfamilie Asteroideae innerhalb der Familie Asteraceae. Die Gattung Argyranthemum ist monophyletisch und nah verwandt mit den Gattungen Glebionis Cass., Heteranthemis Schott sowie Ismelia Cass., die im Mittelmeerraum vorkommen.
Die Argyranthemum-Arten kommen nur in Makaronesien vor. Von den etwa 24 Arten kommen zwanzig auf den Kanarischen Inseln, drei auf Madeira und nur eine auf den Ilhas Selvagens vor. Viele Arten sind Endemiten auf jeweils nur einer Insel. Bei den drei Arten, die auf mehreren Inseln vorkommen, gibt es Unterarten und diese kommen jeweils nur auf einer Insel vor. Wenige Arten sind weltweit an vielen Küstengebieten Neophyten.
In der Gattung Argyranthemum gibt es viele Naturhybriden.
Es gibt etwa 24 Argyranthemum-Arten und viele Unterarten:
- Argyranthemum adauctum (Link) Humphries: Es gibt etwa sieben Unterarten:[10][8]
  - Argyranthemum adauctum subsp. adauctum (Link) Humphries:[10] Dieser Endemit kommt nur auf Teneriffa vor.
  - Argyranthemum adauctum subsp. canariense (Sch.Bip. ex Webb & Berthel.) Humphries:[10] Dieser Endemit kommt nur auf Gran Canaria vor.
  - Argyranthemum adauctum subsp. dugourii (Bolle) Humphries:[10] Dieser Endemit kommt nur auf Teneriffa vor.
  - Argyranthemum adauctum subsp. erythrocarpon (Svent.) Humphries:[10] Dieser Endemit kommt nur auf El Hierro vor.
  - Argyranthemum adauctum subsp. gracile (Sch.Bip.) Humphries:[10] Dieser Endemit kommt nur auf Gran Canaria vor.
  - Argyranthemum adauctum subsp. jacobiifolium (Sch.Bip.) Humphries:[10] Dieser Endemit kommt nur auf Gran Canaria vor.
  - Argyranthemum adauctum subsp. palmensis A.Santos:[10] Dieser Endemit kommt nur auf La Palma vor.
- Argyranthemum broussonetii (Pers.) Humphries: Sie hat bis 2021 zwei Unterarten[10][8] enthalten:[10] Dieser Endemit kommt nur auf Teneriffa vor.[4]
- Argyranthemum callichrysum (Svent.) Humphries:[8][10] Es gibt seit 2021 zwei Unterarten, die nur auf La Gomera vorkommen:[4]
  - Argyranthemum callichrysum (Svent.) Humphries subsp. callichrysum: Dieser Endemit kommt nur auf La Gomera vor.[4]
  - Argyranthemum callichrysum subsp. gomerensis (Humphries) O.W.White (Syn.: Argyranthemum broussonetii) subsp. gomerensis Humphries:[10] Diese Neukombination erfolgte 2021. Dieser Endemit kommt nur auf La Gomera vor.[4]
- Argyranthemum coronopifolium (Willd.) Humphries:[10] Sie kommt auf La Palma und auf Teneriffa vor.[8]
- Argyranthemum dissectum (Lowe) Lowe:[10] Dieser Endemit kommt nur auf Madeira vor.[8]
- Argyranthemum escarrei (Svent.) Humphries:[10] Dieser Endemit kommt nur auf Gran Canaria vor.[8]
- Argyranthemum filifolium (Sch. Bip.) Humphries:[10] Dieser Endemit kommt nur auf Gran Canaria vor.[8]
- Argyranthemum foeniculaceum (Willd.) Webb ex Sch.Bip.:[10] Dieser Endemit kommt nur auf Teneriffa vor.[8]
- Argyranthemum foeniculum (Willd.) Sch.Bip.[10]
- Strauchmargerite (Argyranthemum frutescens (L.) Sch.Bip.): Die etwa sieben Unterarten[10] kommen auf Gran Canaria, El Hierro, La Palma, La Gomera, Lanzarote und Teneriffa vor.[8]
  - Argyranthemum frutescens subsp. canariae (Christ) Humphries:[10] Dieser Endemit kommt nur auf Gran Canaria vor.[8]
  - Argyranthemum frutescens subsp. foeniculaceum (Pit. & Proust) Humphries:[10] Dieser Endemit kommt nur auf La Gomera vor.
  - Argyranthemum frutescens (L.) Sch.Bip. subsp. frutescens[10]
  - Argyranthemum frutescens subsp. gracilescens (Christ) Humphries:[10] Dieser Endemit kommt nur auf Teneriffa vor.
  - Argyranthemum frutescens subsp. parviflorum (Pit. & Proust) Humphries[10]
  - Argyranthemum frutescens subsp. pumilum Humphries:[10] Dieser Endemit kommt nur auf Gran Canaria vor.
  - Argyranthemum frutescens subsp. succulentum Humphries[10]
- Argyranthemum gracile Sch. Bip.: Dieser Endemit kommt nur auf Teneriffa vor.[8]
- Argyranthemum haematomma Lowe: Sie kommt nur auf Madeira und auf den Ilhas Desertas vor.[8]
- Argyranthemum haouarytheum Humphries & D.Bramwell: Dieser Endemit kommt nur auf La Palma vor.[8]
- Argyranthemum hierrense Humphries: Dieser Endemit kommt nur auf El Hierro vor.[8]
- Argyranthemum lemsii Humphries: Dieser Endemit kommt nur auf Teneriffa vor.[8]
- Argyranthemum lidii Humphries: Dieser Endemit kommt nur auf Gran Canaria vor.[8]
- Argyranthemum maderense (D.Don) Humphries: Dieser Endemit kommt (entgegen seinem Namen) nur auf Lanzarote vor.[8]
- Argyranthemum pinnatifidum (L. f.) Lowe: Die etwa drei Unterarten[10] kommen nur auf Madeira vor:[8]
  - Argyranthemum pinnatifidum subsp. montanum Rustan[10]
  - Argyranthemum pinnatifidum subsp. pinnatifidum (L. f.) Lowe[10]
  - Argyranthemum pinnatifidum subsp. succulentum (Lowe) Humphries[10]
- Argyranthemum sundingii L.Borgen: Dieser Endemit kommt nur auf Teneriffa vor.[8]
- Argyranthemum sventenii Humphries & Aldridge: Dieser Endemit kommt nur auf El Hierro vor.[8]
- Argyranthemum tenerifae C.J.Humphries: Dieser Endemit kommt nur auf Teneriffa vor.[8]
- Argyranthemum thalassophilum (Svent.) Humphries: Dieser Endemit kommt nur auf den Ilhas Selvagens vor.[8]
- Argyranthemum webbii Sch.Bip.: Dieser Endemit kommt nur auf La Palma vor.[8]
- Argyranthemum winteri (Svent.) Humphries: Dieser Endemit kommt nur auf Fuerteventura vor.[8]

## Nutzung
Sie wachsen in leichten, durchlässigen Böden bevorzugt in voller Sonne. Viele Arten und Sorten sind „recht frostempfindlich“. In kühlen Gebieten blühen die Sorten vom Frühjahr bis zum Herbst, in warmen Gebieten im Winter und Frühjahr.
Die Sorten einiger Arten werden als Schnittblumen und/oder Topfpflanzen kultiviert, besonders Argyranthemum frutescens und Argyranthemum maderense. Sie werden als Beet- und Balkonpflanzen verwendet.

## Belege
- Compositae Working Group = CWG, 2021: Datenblatt bei Global Compositae Checklist.

## Weiterführende Literatur
- M. Couladis, V. Tsortanidou, E. Verykokidou, J. Francisco-Ortega, A. Santos-Guerra, C. Harvala: Antioxidant Activity of Argyranthemum spp. Aerial Parts. In: Pharmaceutical Biology, Volume 39, Issue 1, 2001, S. 54–56. doi:10.1076/phbi.39.1.54.5952

- Karte mit allen verlinkten Seiten:
- OSM |
- WikiMap